# Trippelalliansen
För andra betydelser, se Trippelalliansen (olika betydelser).

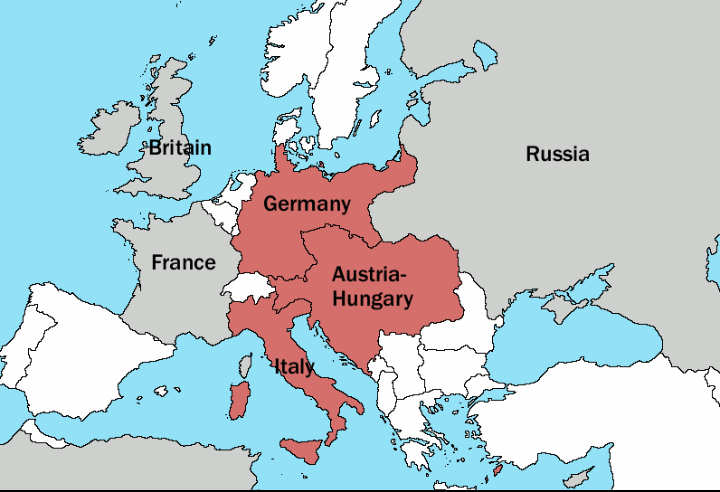
Trippelalliansen 1913.

Trippelalliansen (ett tremaktsförbund) var ett avtal mellan Tyskland, Österrike-Ungern och Italien att stödja varandra vid en eventuell konflikt. Alliansen existerade mellan 1882 och 1914, då första världskriget bröt ut. 
Ett förbund mellan Tyskland och Österrike-Ungern  bildades 1879 (centralmakterna) till vilket Italien anslöt sig 1882. Alliansen byggde ursprungligen på att länderna militärt skulle bistå varandra om något av dem angreps av Ryssland eller av annan makt som hade stöd av Ryssland.
När första världskriget bröt ut 1914 visade det sig att Italien inte tänkte gå med i kriget på trippelalliansens sida och Italiens krigsförklaring mot Österrike-Ungern 1915 fullbordade trippelalliansens upplösning.